# マイケル・オクダ

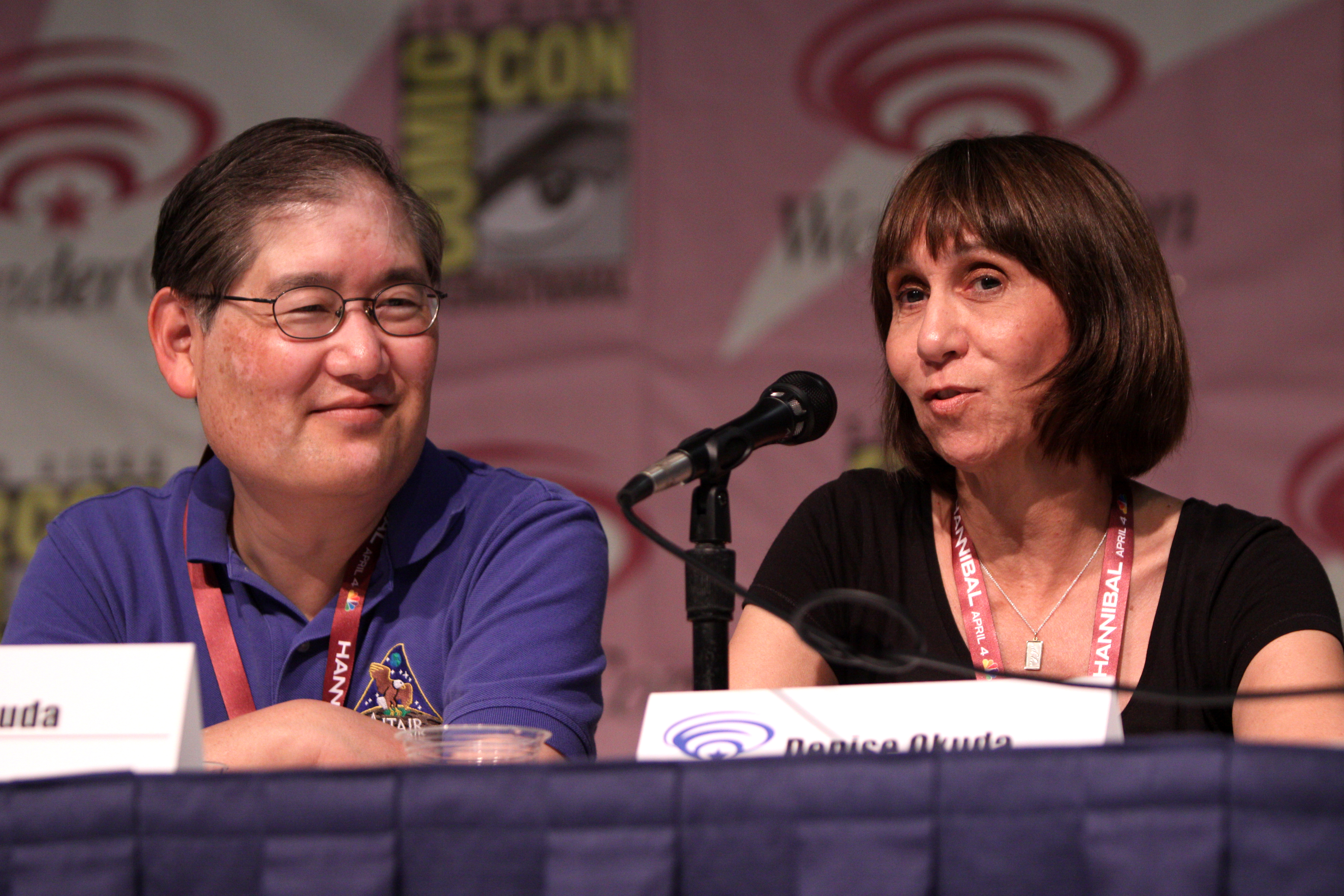
マイケル・オクダ（左）と妻のデニス・オクダ（右）(2013)

マイケル・ヒデオ・オクダ（英: Michael Hideo Okuda）は、ハワイ出身の日系人グラフィックデザイナー。米国のサイエンス・フィクションドラマシリーズ『スタートレック』のスタッフとして知られている。

## 主な仕事

### 『スタートレック』
1986年の映画『スタートレックIV 故郷への長い道』に登場する宇宙船U.S.S.エンタープライズ（NCC-1701A）のブリッジコンピュータの画面をデザインした。
1987年に始まった『新スタートレック』では背景美術として、セットや小道具のデザインの細部を作り込んだ。最も知られている仕事は、LCARS（）と呼ばれるコンピュータシステムのデザインで、U.S.S.エンタープライズ（NCC-1701D）をはじめとする惑星連邦の艦船に採用されている。これらオクダがデザインしたコンピュータパネル（惑星連邦船のみならず異星人の船のコンソール含む）はファンからオクダグラムとも呼ばれている。
またリック・スターンバックとともに、スタートレックの技術コンサルタントも務めており、転送装置やワープなどの科学技術をどのように使用すべきかを、脚本家にアドバイスしている。これらはテクニカルマニュアルとしてまとめられ、脚本家にとってバイブルとなっている。このマニュアルは後に「スタートレック:ネクストジェネレーション テクニカルマニュアル」としてポケットブックスより一般にも発売された。
また妻のデニス・オクダとは、共著でスタートレック関連書籍を出版。スタートレックシリーズの DVD-BOX において、10 話にテロップ解説を加えている。
『スタートレック:エンタープライズ』が2005年に打ち切られた後もパラマウントスタジオで働き続け、オリジナルの『宇宙大作戦』のデジタルリマスター作業、新スタートレックのHD化作業に関わっている。
パーペチュアル・エンターテイメントが開発を請け負った『Star Trek Online』という多人数同時参加型のオンラインロールプレイングゲームの顧問を務めていたが同社での開発は頓挫してしまい、代わりに開発を請け負ったCryptic Studiosが一部のリソースを除いてほぼ別物として完成させリリースしたため、2010年から正式サービスされている『Star Trek Online』にオクダは関わっていない。

### NASA
オクダはアメリカ航空宇宙局（NASA）においても仕事をしている。2009年5月にスペースシャトル・アトランティスによって行われたSTS-125ミッションとコンステレーション計画のロゴをデザインしている。
2009年7月9日、NASA はオクダを宇宙開発に多大な功績をした民間人として功労勲章を授与した。

スペースシャトルSTS-125ミッションのロゴ
コンステレーション計画オリオン (宇宙船)のロゴ

## エピソード
- ある質問にこんな答えをしている。「ハイゼンベルク補正器[7]ってどうやって動作しているんでしょう？」「問題なく動作しているんだから気にしなくてもいいだろう。」

- 『バビロン5』のエピソード「謎の生体兵器」では、コンピュータのスキャン画面に「Okudazin（）」が表示されていた。これは多分オクダにちなんだものと思われる。

## 著書
- OKUDA, Michael、STERNBACH, Rick、1991年、「Star Trek: The Next Generation Technical Manual」ポケット・プックス、ISBN 978-0-671-70427-8（英語）
- OKUDA, Denise、OKUDA, Michael、MIREK, Debbie、1999年、「The Star Trek Encyclopedia.」ポケット・プックス、ISBN 978-0-671-53609-1（英語）
- OKUDA, Denise、OKUDA, Michael、1996年、「Star Trek Chronology: The History of the Future」ポケット・プックス、ISBN 978-0-671-53610-7（英語）
- 「スタートレックエンサイクロペディア」上牧弥生（ほか）日本語訳、ジャパン・ミックス、1998年、ISBN 978-4-88321-431-0（日本語）
- 「スタートレックエンサイクロペディア 完全日本語版 スタートレックBOOKスペシャル」ダイエックス出版、2003年、ISBN 978-4-8125-1872-4（日本語）